# Олійник Анатолій Дмитрович
Анатолій Дмитрович Олійник (нар. 14 серпня 1959, с. Вила, Вінницька область) — український підприємець і політик, голова Вінницької обласної Ради (2015—2020). Член УРП «Собор» (з 1999).

## Життєпис
Народився 14 серпня 1959 у селі Вила Томашпільського району Вінницької області; українець. Батько Дмитро Степанович (1922–1989); мати Марія Євгенівна (1930) — пенсіонерка; дружина Ірина Петрівна (1964); сини Дмитро (1988) і Ярослав (1988).
Здобув освіту на історичному факультеті Одеського державного університету ім. І.Мечникова, (1978–1986, викладач історії) та у Національній академії державного управління при Президентові України.
З листопада 1978 — учитель початкових класів Кодимської СШ № 1 Одеської області. З листопада 1978 — служба в армії, в/ч 44219. З листопада 1980 — знов учитель початкових класів Кодимської СШ № 1. З вересня 1981 — секретар комітету комсомолу ССПТУ-5, з липня 1984 — завідувач відділу комсомольської організацій, з лютого 1986 — секретар, завідувач відділу учнівської молоді і піонерів, з червня 1986 — 1-й секретар Кодимського РК ЛКСМУ. З серпня 1987 — інструктор відділу комсомольської організації, з грудня 1987 — інструктор з обліку, підготовки і перепідготовки кадрів Одеського ОК ЛКСМУ.
З серпня 1988 — учитель історії та вихователь Тульчинської школи-інтернату Вінницької області. З серпня 1991 — учитель образотворчого мистецтва Томашпільської СШ. З жовтня 1992 — головний інспектор оргвідділу Томашпільської райдержадміністрації. З серпня 1993 — учитель образотворчого мистецтва Томашпільської СШ. З липня 1994 — заступник голови Томашпільської райради народних депутатів.
З серпня 1995 — директор сільського підприємства «Діброва». З лютого 1997 — директор виробничо-торгового підприємство «Діброва». З грудня 2001 — помічник директора, з лютого 2003 — начальник АЗС № 9 і № 10 ПП «Джерело».
З квітня 2006 — голова Томашпільської райради. Березень 2005 — червень 2010 — голова Томашпільська райдержадміністрації. Голова Томашпільської райради з листопада 2010. З 07 грудня 2010 року до серпня 2013 року пройшов 24 судових засідань щодо звільнення із займаної посади голови районної ради. Позивачами у справі були «Партія Регіонів» та депутат районної ради, член «Партії Регіонів» Яровий Микола Васильович. Не дивлячись на владу Олійник А. Д. справу виграв.
2 березня 2014 виконувач обов'язків глави держави Олександр Турчинов призначив Анатолія Олійника головою Вінницької обласної державної адміністрації. Звільнений з посади 27 лютого 2015 року.
27 листопада 2015 — 20 листопада 2020 року — голова Вінницької обласної ради 6-го скликання.

## Виноски
1. ↑  Розпорядження Президента України від 12 березня 2005 року № 644/2005-рп «Про призначення А. Олійника головою Томашпільської районної державної адміністрації Вінницької області»
2. ↑  Розпорядження Президента України від 9 червня 2010 року № 902/2010-рп «Про звільнення А. Олійника з посади голови Томашпільської районної державної адміністрації Вінницької області»
3. ↑  Указ Президента України № 192/2014 «Про призначення А.Олійника на посаду голови Вінницької обласної державної адміністрації»
4. ↑  Указ Президента України від 27 лютого 2015 року № 113/2015 «Про звільнення А.Олійника з посади голови Вінницької обласної державної адміністрації»